# Liste der denkmalgeschützten Objekte in Schwarzenau (Niederösterreich)
Die Liste der denkmalgeschützten Objekte in Schwarzenau enthält die 16 denkmalgeschützten, unbeweglichen Objekte der Gemeinde Schwarzenau.

## Denkmäler
| Foto |                 | Denkmal                                                                    | Standort                                          | Beschreibung | Metadaten |
| ---- | --------------- | -------------------------------------------------------------------------- | ------------------------------------------------- | --- | --- |
| ja   | Datei hochladen | Ortskapelle Ganz HERIS-ID: 49708 Objekt-ID: 53750                          | neben Ganz 19 Standort KG: Ganz                   | Die Ortskapelle am Anger von Ganz ist ein rechteckiger, im Jahr 1910 dem Vorgängerbau von 1723 entsprechend errichteter Bau mit rundem Schluss, Dachreiter mit Zwiebelhelm über geschweiftem Knickgiebel und profiliertem Kranzgesims. In einer Giebelnische steht eine barocke Sandsteinfigur des hl. Florian. Im tonnengewölbten Inneren befindet sich ein frühbarocker Holzaltar aus der zweiten Hälfte des 17. Jahrhunderts, mit Knorpelwerk und zwei barocken Putti am Gesims. Das Altarblatt stellt Maria mit Kind dar, das Oberbild die hl. Jungfrau. Zur weiteren Ausstattung zählen barocke Figuren der hll. Joachim und Anna aus dem 17. Jahrhundert und eine Marienkrönungsgruppe des 18. Jahrhunderts. | BDA-Hist.: Q38035637 Status: § 2a Stand der BDA-Liste: 2025-06-30 Name: Ortskapelle Ganz GstNr.: .30                                                                                |
| ja   | Datei hochladen | Pfarrhof HERIS-ID: 49804 Objekt-ID: 53961                                  | Großhaselbach 2 Standort KG: Großhaselbach        | Der Pfarrhof von Großhaselbach ist ein zweigeschoßiges, josephinisches Gebäude mit Sattelwalmdach. Ein stuckgerahmtes Fenster ist mit der Jahreszahl 1786 bezeichnet. | BDA-Hist.: Q38036190 Status: § 2a Stand der BDA-Liste: 2025-06-30 Name: Pfarrhof GstNr.: .2                                                                                         |
| ja   | Datei hochladen | Taufstein HERIS-ID: 68066 Objekt-ID: 81063                                 | bei Großhaselbach 2 Standort KG: Großhaselbach    | Vor dem Pfarrhof steht ein ehemaliges Taufbecken der Romanik aus dem 13. Jahrhundert. | BDA-Hist.: Q38118401 Status: § 2a Stand der BDA-Liste: 2025-06-30 Name: Taufstein GstNr.: 1116                                                                                      |
| ja   | Datei hochladen | Kath. Pfarrkirche hl. Martin und Kirchhof HERIS-ID: 49805 Objekt-ID: 53962 | neben Großhaselbach 3 Standort KG: Großhaselbach  | Die Pfarrkirche hl. Martin in Großhaselbach – ursprünglich eine ursprünglich einschiffige, romanische Kirche aus dem 13. Jahrhundert mit rechteckigem Chor – wurde Mitte des 14. Jahrhunderts um zwei Kapellen und das nördliche Seitenschiff erweitert und 1741 barockisiert. Die zweigeschoßige Sakristei an der Nordseite stammt von 1880. An der schlichten Westfront des Langhauses ist noch die niedrigere romanische Giebelfront sichtbar. Der Bau ist durch neugotische Maßwerkfenster geöffnet. An der Südseite gibt es einen Zugang durch ein spätgotisch verstäbtes Portal aus dem späten 15. Jahrhundert. Die Torhalle wurde im späten 19. Jahrhundert gebaut. Der gotische Chor hat einen Dreiachtelschluss, Strebepfeiler mit doppelten Wasserschlägen und Spitzbogenfenster. Am Chor und an der südlichen Seitenkapelle sind zweibahnige gotische Maßwerkfenster zu sehen. Der dreigeschoßige Turm ist im Kern gotisch. Er verfügt über eine barocke Pilastergliederung, eine mit 1791 bezeichnete Sonnenuhr, rundbogige Schallfenster und einen Zwiebelhelm von 1794. | BDA-Hist.: Q38036200 Status: § 2a Stand der BDA-Liste: 2025-06-30 Name: Kath. Pfarrkirche hl. Martin und Kirchhof GstNr.: .3 Pfarrkirche Großhaselbach                              |
| ja   | Datei hochladen | Figurenbildstock hl. Felix von Cantalice HERIS-ID: 63294 Objekt-ID: 75925  | vor Großhaselbach 5 Standort KG: Großhaselbach    | Am Marktplatz von Großhaselbach steht eine Sandsteinfigur des hl. Felix von Cantalice, bezeichnet mit 1738. | BDA-Hist.: Q38102795 Status: § 2a Stand der BDA-Liste: 2025-06-30 Name: Figurenbildstock hl. Felix von Cantalice GstNr.: 1092/9                                                     |
| ja   | Datei hochladen | Figurenbildstock Gnadenstuhl HERIS-ID: 63296 Objekt-ID: 75927              | Standort KG: Großhaselbach                        | Der Gnadenstuhl östlich vom Großhaselbacher Friedhof steht auf einem natürlichen Felsen. Er hat einen würfelförmigen Sockel, auf dem eine runde Säule ruht (Sockel und Säule sind aus Granit), die eine quadratische Krageplatte trägt. Darauf ruht in gehockter Stellung eine Gottvaterfigur, die mit beiden Händen das Kreuz hält. An den Knien Jesu ist eine Darstellung des Heiligen Geistes in Form der Taube zu sehen. Das Denkmal ist an der Rückseite mit der Jahreszahl 1731 bezeichnet. | BDA-Hist.: Q38102798 Status: § 2a Stand der BDA-Liste: 2025-06-30 Name: Figurenbildstock Gnadenstuhl GstNr.: 641/1                                                                  |
| ja   | Datei hochladen | Ortskapelle Hausbach HERIS-ID: 49877 Objekt-ID: 54147                      | gegenüber Hausbach 7 Standort KG: Hausbach        | Die aus der Mitte des 19. Jahrhunderts stammende Ortskapelle von Hausbach hat eine halbkreisförmige Apsis und eine lisenengegliederte Westfront. Ihr Dachreiter wird von einem Zwiebelhelm bekrönt. Der Innenraum verfügt über ein Platzlgewölbe auf Gurten und beherbergt ein historistisches Altärchen. | BDA-Hist.: Q38036642 Status: § 2a Stand der BDA-Liste: 2025-06-30 Name: Ortskapelle Hausbach GstNr.: .9/2                                                                           |
| ja   | Datei hochladen | Ortskapelle Schlag HERIS-ID: 50529 Objekt-ID: 55596                        | neben Schlag 6 Standort KG: Schlag                | Die Ortskapelle von Schlag ist ein schlichter, innen platzlgewölbter Bau aus der ersten Hälfte des 19. Jahrhunderts, mit halbrundem Schluss und einem Dachreiter, der sich über einem geschweiften Knickgiebel erhebt. Ihre Fassade weist eine Putzgliederung auf. | BDA-Hist.: Q38040643 Status: § 2a Stand der BDA-Liste: 2025-06-30 Name: Ortskapelle Schlag GstNr.: .11                                                                              |
| ja   | Datei hochladen | Aufnahmsgebäude Schwarzenau HERIS-ID: 63812 Objekt-ID: 76501               | Bahnhofstraße 8 Standort KG: Schwarzenau          | Das Aufnahmsgebäude entstand mit der Franz-Josefs-Bahn um 1870. | BDA-Hist.: Q38104358 Status: Bescheid Stand der BDA-Liste: 2025-06-30 Name: Aufnahmsgebäude Schwarzenau GstNr.: .95 Aufnahmsgebäude Bahnhof Schwarzenau                             |
| ja   | Datei hochladen | Kath. Pfarrkirche Herz Mariae HERIS-ID: 50540 Objekt-ID: 55623             | neben Bundesstraße 22 Standort KG: Schwarzenau    | Die Pfarrkirche Herz Mariae in der Ortsmitte von Schwarzenau ist ein neugotischer Bau von Alois Klee, der 1903 geweiht und anlässlich der Pfarrerhebung 1934 erweitert wurde. Das einheitlich gestaltete Gotteshaus verfügt über eine durchgehend gequaderte Fassade, abgetreppte Strebepfeiler, Spitzbogenfenster und ein übergiebeltes Portal. Sein Fassadenturm wird von einem hohen Spitzhelm bekrönt. Das Langhaus hat ein holzverkleidetes Spitztonnengewölbe und ist zu dem vierseitig geschlossenen Chor durch einen spitzbogigen Triumphbogen geöffnet. Die Orgel wurde von Johann Kauffmann 1948 gebaut. Der Taufstein stammt aus dem Jahr 1933. | BDA-Hist.: Q38040765 Status: § 2a Stand der BDA-Liste: 2025-06-30 Name: Kath. Pfarrkirche Herz Mariae GstNr.: .86                                                                   |
| ja   | Datei hochladen | Schlossanlage Schwarzenau HERIS-ID: 205672 Objekt-ID: 33602                | Waidhofnerstraße 1 Standort KG: Schwarzenau       | Das Schloss Schwarzenau ist ein Renaissanceschloss inmitten eines Parks, das 1592 als Wasserschloss auf Teilen einer älteren Wasserburg errichtet wurde. Es weist bemerkenswerten Stuckdekor auf. | BDA-Hist.: Q2243425 Status: Bescheid Stand der BDA-Liste: 2025-06-30 Name: Schlossanlage Schwarzenau GstNr.: .2, 93/2, 95/1, 95/2, 98/8 Schloss Schwarzenau (Waldviertel)           |
| ja   | Datei hochladen | Meierhofkapelle HERIS-ID: 63315 Objekt-ID: 75946                           | gegenüber Wiesengasse 22 Standort KG: Schwarzenau | Die Meierhofkapelle nördlich des Schlosses ist ein schlichter Bau des späten 16./frühen 17. Jahrhunderts, mit Dachreiter und Zwiebelhelm. Ihr Portal und die Fenster weisen Steinlaibungen auf. Der Innenraum verfügt über ein Tonnengewölbe mit Stichkappen. Das Altarblatt aus der zweiten Hälfte des 19. Jahrhunderts zeigt Christus am Ölberg. Zur Ausstattung zählen eine Marienfigur des 17. Jahrhunderts (die sogenannte Brünner Madonna), sechs Engelfiguren sowie spätbarocke Figuren der hll. Josef, Peregrinus, Johannes Nepomuk und Leopold aus dem 18. Jahrhundert. | BDA-Hist.: Q38102834 Status: § 2a Stand der BDA-Liste: 2025-06-30 Name: Meierhofkapelle GstNr.: 141 Meierhofkapelle Schwarzenau (Waldviertel)                                       |
| ja   | Datei hochladen | Figurenbildstock hl. Felix von Cantalice HERIS-ID: 63316 Objekt-ID: 75947  | Standort KG: Schwarzenau                          | Die Sandsteinfigur des hl. Felix von Cantalice bei der oberen der beiden Thayabrücken wurde um 1730 errichtet. | BDA-Hist.: Q38102843 Status: § 2a Stand der BDA-Liste: 2025-06-30 Name: Figurenbildstock hl. Felix von Cantalice GstNr.: 804/21 Felix von Cantalice, Obere Thayabrücke, Schwarzenau |
| ja   | Datei hochladen | Bildstock, sog. Schwedenkreuz HERIS-ID: 63318 Objekt-ID: 75949             | Standort KG: Schwarzenau                          | Das sogenannte Schwedenkreuz in Schwarzenau ist ein etwa drei Meter hoher Granitbildstein. Der Überlieferung nach soll an genau dieser Stelle der Kampf zwischen den Schweden und den kaiserlichen Truppen stattgefunden haben. Der Standort an der Wegkreuzung nach Modlisch und die Bauweise deuten auf eine ursprüngliche Verwendung als Lichtsäule hin. | BDA-Hist.: Q38102852 Status: § 2a Stand der BDA-Liste: 2025-06-30 Name: Bildstock, sog. Schwedenkreuz GstNr.: 820/7                                                                 |
| ja   | Datei hochladen | Ortskapelle Stögersbach HERIS-ID: 50684 Objekt-ID: 55911                   | gegenüber Stögersbach 9 Standort KG: Stögersbach  | Die im späten 18. Jahrhundert errichtete Ortskapelle von Stögersbach hat eine runde Apsis, Rundbogenfenster und einen Dachreiter mit Zwiebelhelm. In einer Nische steht eine neobarocke Figur des hl. Florian. Im Inneren ist ein Platzlgewölbe mit Gurten auf flachen Wandpfeilern zu sehen. | BDA-Hist.: Q38041610 Status: § 2a Stand der BDA-Liste: 2025-06-30 Name: Ortskapelle Stögersbach GstNr.: 1                                                                           |
| ja   | Datei hochladen | Bauernhof Neumühle HERIS-ID: 63320 Objekt-ID: 75951                        | Stögersbach 43 Standort KG: Stögersbach           | Die sogenannte Neumühle ist ein Dreiseithof aus dem 18. Jahrhundert. Ihre Tormauer weist einen geschwungenen Giebel und eine Figurennische auf. | BDA-Hist.: Q38102862 Status: Bescheid Stand der BDA-Liste: 2025-06-30 Name: Bauernhof Neumühle GstNr.: 179                                                                          |